# Anomiopus panamensis
Anomiopus panamensis är en skalbaggsart som beskrevs av Renaud Maurice Adrien Paulian 1939. Anomiopus panamensis ingår i släktet Anomiopus och familjen bladhorningar. Inga underarter finns listade i Catalogue of Life.